# Phil Sunkel
Philip Charles Sunkel jr. (Zanesville, 26 november 1925 – New York, 27 februari 2023) was een Amerikaanse jazzmuzikant (trompet, bugel), componist en arrangeur van de swing en de cooljazz.

## Biografie
Sunkel speelde op 14-jarige leeftijd kornet, later ook trompet en hij bezocht het conservatorium in Cincinnati. Vanaf 1950 speelde hij eerst in plaatselijke bands, daarna werkte hij samen met Claude Thornhill, Charlie Barnet en andere orkestleiders. In 1955 speelde hij in de band van Stan Getz. Zijn deels door Bix Beiderbecke beïnvloede speelwijze is ook te horen op opnamen van Junior Bradley, Al Cohn en Don Stratton. In 1956 ontstond een album met zijn compositie Jazz Concerto Grosso. Tony Fruscella nam verschillende van zijn arrangementen op. In 1958 namen Gerry Mulligan en Bob Brookmeyer zijn compositie Jazz Concerto Grosso live op, daarna was Sunkel ook lid in de Gerry Mulligan Concert Jazz Band en bij Billy VerPlanck. Tijdens de jaren 1960 werkte hij mee bij opnamen van Eddie Lockjaw Davis (Afro Jaws, 1960) en Gil Evans (Out of the Cool, 1960). Tijdens de jaren 1980 was Sunkel nog te horen op opnamen van Dick Meldonian.
Hij overleed in 2023 op 97-jarige leeftijd.

## Discografie
- 1956: Phil Sunkel's Jazz Band: Every Morning I Listen to Phil Sunkel's Jazz Band (ABC Paramount/Fresh Sound Records) met Dick Meldonian, George Syran
- 1981: Dick Meldonian: Plays Gene Roland Music (Circle Records)
- Gerry Mulligan: Mullenium (Columbia Records, 1946–57); Plays Phil Sunkel's Jazz Cioncerto Grosso (1958)